# Georges Ouvray
Georges Ouvray est un footballeur international français né le 11 juin 1905 à Saint-Maur-des-Fossés dans la Seine et mort le 25 juillet 1983 à Fontenay-lès-Briis (Essonne). Il évolue au poste d'attaquant.

## Carrière

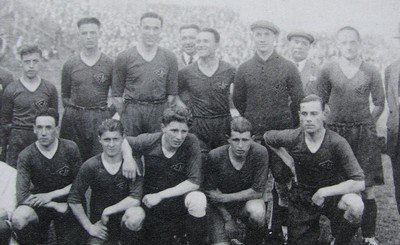
Le CAP finaliste de la Coupe de France 1928. Georges Ouvray est le premier joueur accroupi.

Il joue pendant sa carrière au Cercle athlétique de Paris, club avec lequel il devient finaliste de la Coupe de France 1928 en perdant la finale 3-1 contre le Red Star. Pendant sa période Capiste, il dispute un match avec l'équipe de France de football en 1928. Après avoir porté le maillot du CA Paris, Georges Ouvray joue pour les clubs du Club français et du RC Paris.